# Sauro-Klasse (1976)
Die Sauro-Klasse ist eine U-Boot-Klasse der italienischen Marina Militare.

## Einheiten
Die Klasse besteht aus acht, von Fincantieri in Monfalcone zwischen 1974 und 1994 in vier Serien gebauten Booten:
| Nr.  | Name                          | Serie | Kiellegung        | Stapellauf         | Indienststellung   | Außerdienststellung | Anmerkung                                   |
| ---- | ----------------------------- | ----- | ----------------- | ------------------ | ------------------ | ------------------- | ------------------------------------------- |
| S518 | Nazario Sauro                 | I     | 27. Juni 1974     | 1. Oktober 1976    | 12. Februar 1980   | 1. Mai 2002         | Museumsboot im Meeresmuseum Galata in Genua |
| S519 | Carlo Fecia di Cossato        | I     | 15. November 1975 | 16. November 1977  | 5. November 1979   | 1. April 2005       | derzeit in La Spezia                        |
| S520 | Leonardo da Vinci             | II    | 8. Juni 1978      | 20. Oktober 1980   | 23. Oktober 1981   | 30. Juni 2010       | derzeit in La Spezia                        |
| S521 | Guglielmo Marconi             | II    | 23. Oktober 1979  | 20. September 1980 | 11. September 1982 | 1. Oktober 2003     | derzeit in La Spezia                        |
| S522 | Salvatore Pelosi              | III   | 23. Juli 1986     | 29. November 1986  | 14. Juli 1987      | in Dienst           | wurde modernisiert                          |
| S523 | Giuliano Prini                | III   | 30. Juli 1987     | 12. Dezember 1987  | 17. Mai 1989       | in Dienst           | wurde modernisiert                          |
| S524 | Primo Longobardo              | IV    | 19. Dezember 1991 | 20. Juni 1992      | 14. Dezember 1993  | in Dienst           | wurde modernisiert                          |
| S525 | Gianfranco Gazzana Priaroggia | IV    | 12. November 1992 | 26. Juni 1993      | 12. April 1995     | in Dienst           | wurde modernisiert                          |

Die beiden Boote der zweiten Serie wurden nicht nur nach den Wissenschaftlern Leonardo da Vinci und Guglielmo Marconi benannt, sondern insbesondere nach den beiden gleichnamigen Booten der Marconi-Klasse aus dem Zweiten Weltkrieg. Die übrigen Boote tragen die Namen der U-Boot-Kommandanten Nazario Sauro, Carlo Fecia di Cossato, Salvatore Pelosi, Giuliano Prini, Primo Longobardo und Gianfranco Gazzana Priaroggia.
Die vier in Dienst verbleibenden Boote dieser Klasse wurden zwischen 1999 und 2002 umfassend modernisiert. Sie werden von neuen Booten der U-Boot-Klasse 212 A ergänzt und dann abgelöst. Alle noch aktiven Boote der Sauro-Klasse sind in Tarent stationiert und gehören zum Kommando Unterseekräfte (MARICOSOM).
Bis Ende der 1990er Jahre wurden die Boote der Sauro-Klasse durch vier kleinere Boote der Toti-Klasse ergänzt.

## Bilder

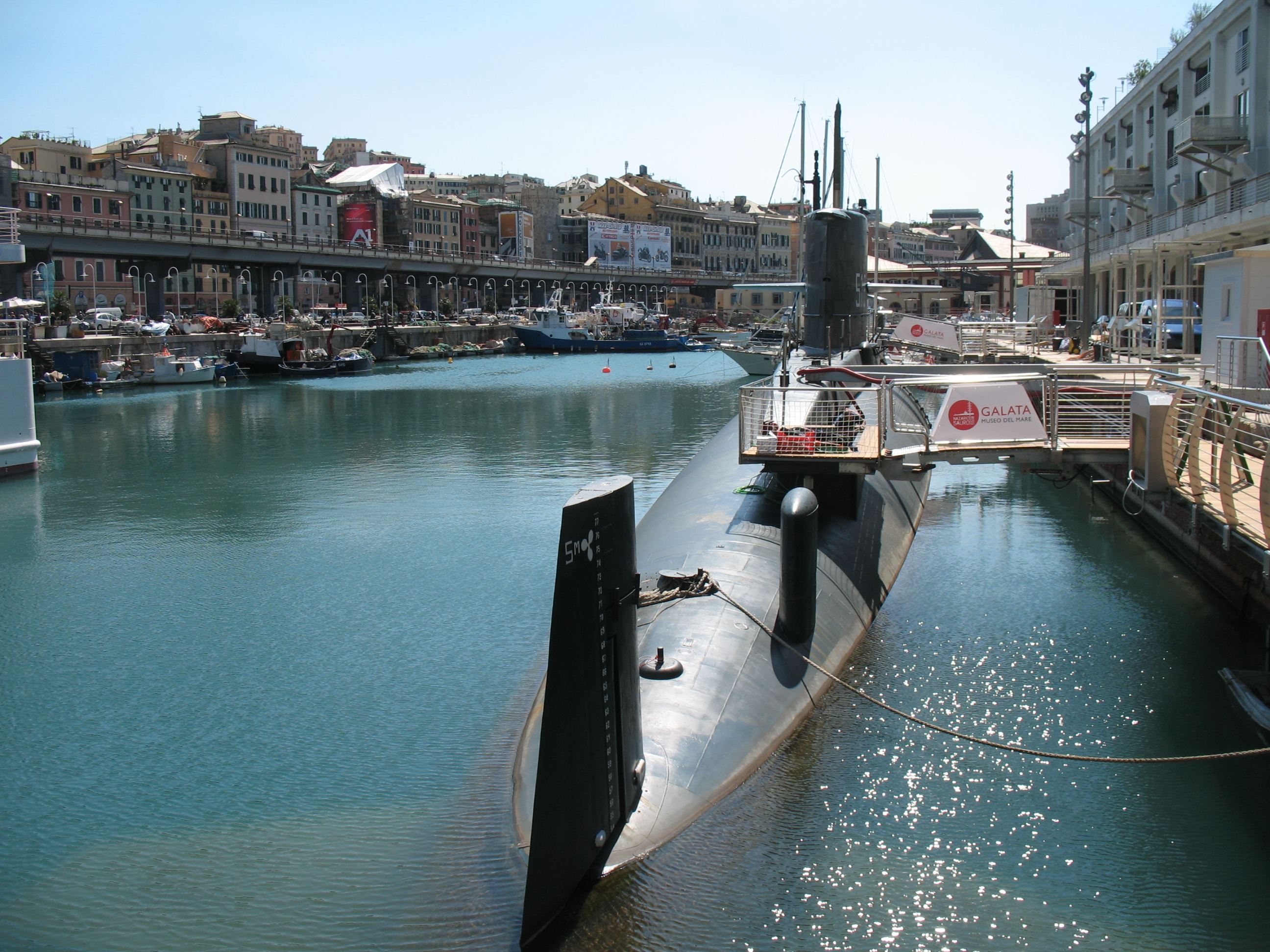
Sauro, Museumsboot in Genua
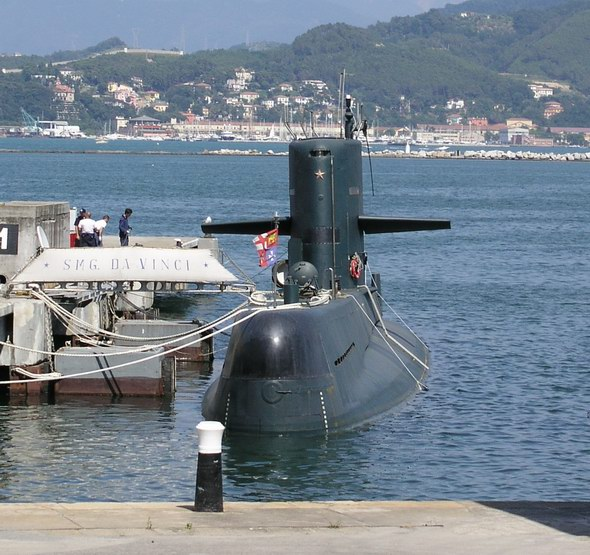
Da Vinci in La Spezia
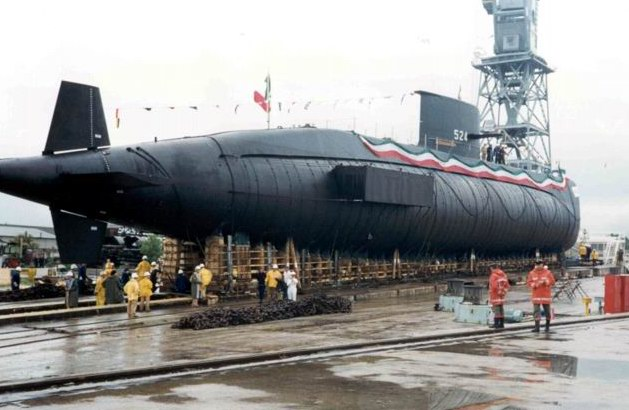
Stapellauf Longobardo
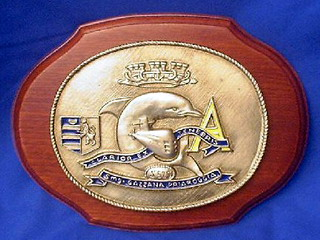
Crest des Bootes Gazzana Priaroggia